# Cannibal Corpse
Cannibal Corpse je američki death metal-sastav iz Buffala.

## O sastavu
Cannibal Copse osnovan je 1988. godine. Sastav je nekoliko puta mijenjao postavu te su jedino basist Alex Webster i bubnjar Paul Mazurkiewicz njegovi stalni članovi od osnutka. Do sada su objavili petnaest studijskih albuma, čijih je primjeraka prodano više od milijun diljem svijeta, što je više od ijednog death metal-sastava svih vremena. Zbog kontroverznih tekstova njihovih pjesama, kao i omota albuma inspiranih hororima, u nekoliko država im je zabranjeno izvođenje, kao i prodaja albuma s originalnim omotima. Zanimljivo je da su, na inzistiranje Jima Carreya, nastupili u filmu Ace Ventura: Šašavi detektiv, u kojem izvode pjesmu "Hammer Smashed Face".

## Članovi sastava
Trenutna postava
- George "Corpsegrinder" Fisher — vokali (1995. – danas)
- Rob Barrett — gitara (1993. – 1997., 2005. – danas)
- Erik Rutan — gitara (2020. – danas)
- Alex Webster — bas-gitara (1988. – danas)
- Paul Mazurkiewicz — bubnjevi (1988. – danas)

Bivši članovi
- Jack Owen — gitara (1988. – 2004.)
- Bob Rusay — gitara (1988. – 1993.)
- Chris Barnes — vokali (1988. – 1995.)
- Pat O'Brien — gitara (1997. – 2020.)

Bivši koncertni članovi
- Jeremy Turner — gitara (2004. – 2005.)

## Diskografija
Studijski albumi
- Eaten Back to Life (1990.)
- Butchered at Birth (1991.)
- Tomb of the Mutilated (1992.)
- The Bleeding (1994.)
- Vile (1996.)
- Gallery of Suicide (1998.)
- Bloodthirst (1999.)
- Gore Obsessed (2002.)
- The Wretched Spawn (2004.)
- Kill (2006.)
- Evisceration Plague (2009.)
- Torture (2012.)
- A Skeletal Domain (2014.)
- Red Before Black (2017.)
- Violence Unimagined (2021.)

EP-ovi
- Hammer Smashed Face (1993.)
- Sacrifice / Confessions (2000.)
- Worm Infested (2003.)

Koncertni albumi
- Live Cannibalism (2000.)
- Global Evisceration (2011.)
- Torturing and Eviscerating Live (2013.)

Demo albumi
- Cannibal Corpse (1989.)

Box setovi
- 15 Year Killing Spree (2003.)

## Vanjske poveznice
- Službena stranica